# Viareggio
Viareggio település Olaszországban, Toszkána régióban, Lucca megyében. Lakosainak száma 60 579 fő (2023. január 1.). Viareggio Camaiore, Vecchiano és Massarosa községekkel határos.

## Népesség
A település lakossága az elmúlt években az alábbi módon változott:
| Lakosok száma | 62 332 | 62 343 | 62 079 | 60 579 |
|               | 2016   | 2017   | 2018   | 2023   |